# Neduva
Neduva es una ciudad censal situada en el distrito de Malappuram en el estado de Kerala (India). Su población es de 35996 habitantes (2011). Se encuentra a 24 km de Malappuram y a 27 km de Kozhikode.

## Demografía
Según el censo de 2011 la población de Neduva era de 35996 habitantes, de los cuales 17308 eran hombres y 18688 eran mujeres. Neduva tiene una tasa media de alfabetización del 93,62%, inferior a la media estatal del 94%. la alfabetización masculina es del 96,32%, y la alfabetización femenina del 91,16%.